# Колыбельная (фильм, 1986)
«Колыбельная» (англ. Lullaby, пол. Kołysanka) — драма режиссёра Эфраима Севелы.

## Сюжет
Фильм состоит из трех новелл, и все события происходят во время Второй мировой войны. Одна из новелл рассказывает о том, как польский священник спасает еврейского мальчика, уцелевшего после массового расстрела. Ещё одна киноистория — о юном Ромео из гетто, который во что бы то ни стало должен принести полевые цветы своей Джульетте. Третья новелла «Безмолвие» — об узнике, бежавшем из лагеря военнопленных. Бежавшем после того, как сосед по нарам сказал ему, что слышал, как он во сне говорит на идиш… Бегущий по следу немецкий солдат гибнет в болоте, его собака из преследователя постепенно превращается в верного друга и пытается спасти своего нового хозяина, как умеет. Ну не оставлять же его больного, в бреду и на болоте! К людям его, назад в лагерь!

## В ролях
- Людвик Бенуа (Ludwik Benoit) — ксёндз
- Артур Барцись (Artur Barciś) — охранник
- Марек Фронцковяк (Marek Frąckowiak) — пулемётчик
- Венци Павлов (Ventsy Pavlov) — узник, бежавший из лагеря военнопленных

## Создатели фильма
Режиссёр: Эфраим Севела

Сценарий: Эфраим Севела

Производство: Zodiak, Польша; FDF S.A., Швейцария